# Elegies de Bierville
Elegies de Bierville és l'obra més destacada del poeta Carles Riba, és una de les grans obres de la primera postguerra catalana.

## Antecedents
Un cop Carles Riba i la seva família van emprendre el camí de l'exili al final de la Guerra Civil, s'instal·laren al castell de Bierville (Boissy-la-Rivière) i fou aquí on començà el que havien de ser les elegies, que va continuar, i en va donar la forma definitiva a Montpeller, on s'instal·là.
Escrites entre 1939 i 1942, les Elegies de Bierville es van publicar a Barcelona un any després en una edició reduïda que s'imprimí de forma clandestina a la Impremta Sallent de Sabadell, tot i que per evitar problemes amb la censura del règim franquista, el llibre incloïa un peu d'impremta fals: “Imprès per Daedalus S.L. Buenos Aires” i datada al 1942. El 1949, sortia a Santiago de Xile la primera edició completa de l'obra, però la distància feia que fos una obra desconeguda per al públic català. Finalment, el 1951 en sortí l'edició completa a Barcelona.

## Les elegies
En les dotze elegies que conformen el llibre es fonen, potenciades per la soledat i la manca d'història del paisatge de Bierville, tres realitats molt diferents que esdevenen gairebé mítiques: el jo del poeta, el del seu poble i una Grècia que és pàtria comuna, a la qual el poeta es gira ara que es troba sense la pàtria que li és pròpia. Es tracta, de fet, d'una aventura espiritual, representada per un viatge al passat que el record potencia, amb una imatge preferent, el mar, i que es clou en l'elegia penúltima del recull, que ha estat considerada una mena de cant espiritual, amb el retrobament de la pròpia identitat i de la divinitat personal de Déu i també de la col·lectivitat. Aquesta dimensió religiosa, que fins llavors no tenia la poesia de Riba, penetrà profundament en tot el seu pensament, inclosa la concepció de la literatura i aquesta dimensió, la retrobarem en obres poètiques posteriors com Salvatge cor o Esbós de tres oratoris.

## Edicions en vida de l'autor
- Buenos Aires, 1942 [Barcelona, 1943].

- "El pi de les tres branques", Santiago de Xile, 1949.

- "Óssa menor", Barcelona, 1951.